# 2014年北韓導彈試驗
2014年北韓導彈試驗，2014年6月26-29日，朝鮮民主主義人民共和國至少進行4次飛彈試射。
北韓26日向該海域發射了3枚疑似300毫米火箭炮或小型飛彈的飛行物，射程約190公里，並發表聲稱為超高精度飛彈試射取得重大進展。大韓民國聯合參謀本部一名官員指出，飛彈朝向朝鮮半島東部海域東北方向的公海飛去，但北韓發射前並未通報將飛彈可能落入地點劃設為禁航區違反國際慣例。之後29日發射至少一枚以上發射物射程約500公里，可能是飛毛腿飛彈系列的改型。
外界猜測可能是一種政治姿態，為了後續中共中央總書記習近平國是訪問韓國以及朝日雙方預定7月1日在北京；就日人遭北韓綁架問題舉行的官方會談擺出某種姿態。